# 淳熙
淳熙（1174年—1189年），亦作“湻熙”，是南宋皇帝宋孝宗的第三个和最后一个年号，共计16年。淳熙十六年二月二日宋光宗即位沿用。
据《建炎以来朝野杂记》记载，乾道九年（1173）十一月戊戌（九日）冬至诏告明年（1174）改元「纯熙」，甲辰（十五日）更改为「淳熙」。

## 年號含義
來自《易經》：「于鑠王師，遵養時晦。時純熙矣，是用大介。」代表淳正熙洽。

## 改元
- 乾道九年——十一月九日，有詔明年改元純熙。十一月十五日，有詔更改為淳熙。[3][4][5][6]
- 淳熙十六年——二月二日，宋孝宗退位，宋光宗即位。十一月十四日，有詔明年改元紹熙。[7][8]

## 紀年對照表
| 淳熙 | 元年   | 二年   | 三年   | 四年   | 五年   | 六年   | 七年   | 八年   | 九年   | 十年   |
| ---- | ------ | ------ | ------ | ------ | ------ | ------ | ------ | ------ | ------ | ------ |
| 公元 | 1174年 | 1175年 | 1176年 | 1177年 | 1178年 | 1179年 | 1180年 | 1181年 | 1182年 | 1183年 |
| 干支 | 甲午   | 乙未   | 丙申   | 丁酉   | 戊戌   | 己亥   | 庚子   | 辛丑   | 壬寅   | 癸卯   |
| 淳熙 | 十一年 | 十二年 | 十三年 | 十四年 | 十五年 | 十六年 |        |        |        |        |
| 公元 | 1184年 | 1185年 | 1186年 | 1187年 | 1188年 | 1189年 |        |        |        |        |
| 干支 | 甲辰   | 乙巳   | 丙午   | 丁未   | 戊申   | 己酉   |        |        |        |        |

## 大事记
- 十四年——宋高宗去世。
- 十六年——宋孝宗传位于宋光宗，卢沟桥开始建设。

## 出生
- 十四年——刘克庄，南宋诗词家

## 逝世
- 元年——虞允文，南宋樞密使
- 七年——张栻，宋朝理学家和教育家
- 十四年——赵构，南宋开国皇帝
- 十四年——郭雍，南宋医学家
- 十四年——梁克家，南宋左丞相

## 同期存在的其他政权年号
- 中國
  - 崇福（1164年－1177年）：西辽—承天后耶律普速完之年號
  - 天禧（1178年－1211年）：西遼—末主耶律直魯古之年號
  - 大定（1161年－1189年）：金—金世宗完顏雍之年號
  - 乾祐（1170年－1193年）：西夏—夏仁宗李仁孝之年號
  - 利貞（1172年－1175年）：大理—段智興之年號
  - 盛德（1176年－118O年）：大理—段智興之年號
  - 嘉會（1181年－1184年）：大理—段智興之年號
  - 元亨（1185年－1195年）：大理—段智興之年號
- 越南
  - 政隆寶應（1163年－1174年）：李朝—李天祚之年號
  - 天感至寶（1174年－1175年）：李朝—李天祚之年號
  - 貞符（1176年－1186年）：李朝—李龍翰之年號
  - 天資嘉瑞（1186年－1202年）：李朝—李龍翰之年號
- 日本
  - 承安（1171年－1175年）：高倉天皇之年号
  - 治承（1177年－1184年）：高倉天皇與安德天皇之年號
  - 養和（1181年－1182年）：安德天皇與平氏之之年號
  - 壽永（1182年－1184年）：安德天皇與平氏之之年號
  - 壽永（1182年－1185年）：安德天皇與後鳥羽天皇，也是後白河法皇的院政期之年号
  - 元曆（1184年－1185年）：後鳥羽天皇與源氏之年號
  - 文治（1185年－1190年）：後鳥羽天皇之年号

## 深入閱讀
- 李崇智. . 北京: 中華書局. 2004年12月. ISBN 7101025129.
- 鄧洪波. . 臺北: 國立臺灣大學東亞經典與文化研究計劃. 2005年3月  [2021-11-21]. ISBN 9789860005189. （原始内容 (pdf)存档于2007-08-25）.

| 前一年號： 乾道 | 南宋年号 | 下一年號： 绍熙 |